# Canton de Saint-Gengoux-le-National
Le canton de Saint-Gengoux-le-National est un ancien canton français situé dans le département de Saône-et-Loire et la région Bourgogne-Franche-Comté.

## Géographie
Ce canton était organisé autour de Saint-Gengoux-le-National dans l'arrondissement de Mâcon. Son altitude varie de 193 m (Saint-Gengoux-le-National) à 551 m (Chissey-lès-Mâcon) pour une altitude moyenne de 255 m.

## Histoire
Le canton s'appelait "Saint-Gengoux-le-Royal" au début du vingtième siècle.

## Représentation

### Conseillers généraux de 1833 à 2015
| Période | Période      | Identité                             | Étiquette    | Qualité |
| ------- | ------------ | ------------------------------------ | ------------ | --- |
| 1833    | 1852         | Pierre Marcellin Christophe Duréault | Conservateur | Avocat puis Juge de paix de Saint-Gengoux-le-Royal Ancien député (1832-1834)                                     |
| 1852    | 1867         | Benoît Eugène Teillard               | Opposition   | Avocat, maire de Chissey                                                                                         |
| 1867    | 1871         | Comte Gaspard Perrault de Jotemps    |              | Propriétaire du château de Grilly Maire de Curtil-sous-Burnand, conseiller d'arrondissement                      |
| 1871    | 1886         | Alfred Mathey                        | Républicain  | Avocat, journaliste, ancien Préfet Sénateur (1879-1892) Maire d'Ameugny Président du Conseil Général (1883-1886) |
| 1886    | 1919         | Henri Delorme                        | Rad.         | Propriétaire, maire de Saint-Gengoux-le-National                                                                 |
| 1919    | 1940         | Maurice Perras (1889-1942)           | Conservateur | Propriétaire Conseiller municipal de Saint-Gengoux-le-National                                                   |
|         |              |                                      |              | |
| 1945    | 1951         | Pierre Baud                          | RI           | Médecin à Saint-Gengoux-le-National                                                                              |
| 1951    | 1979 (décès) | Romain Buffet                        | CNIP puis RI | Pépiniériste Député (1968-1978) (suppléant de Philippe Malaud) Maire de Bissy-sous-Uxelles                       |
| 1980    | 2000 (décès) | Jacques-Albert Ruste                 | MRG puis DVD | Docteur-vétérinaire, maire de Saint-Gengoux-le-National (1977-1995)                                              |
| 2000    | 2001         | Jean-François Bordet                 | DVD          | Agriculteur, maire de Cormatin Président de la Communauté de communes entre Grosne et Guye                       |
| 2001    | 2015         | Jean-Pierre Chapelon                 | DVG          | Professeur, maire de Saint-Gengoux-le-National (1995-2008)                                                       |

### Conseillers d'arrondissement (de 1833 à 1940)
| Période                                  | Période              | Identité                          | Étiquette           | Qualité |
| ---------------------------------------- | -------------------- | --------------------------------- | ------------------- | --- |
| 1833                                     | 1839                 | Pierre Guérin                     |                     | Propriétaire à Saint-Ythaire                                                                                |
| 1839                                     | 1848                 | Henri Victor Ravier (1798-1865)   | Opposition          | Médecin, maire de Bissy-sous-Uxelles                                                                        |
| 1848                                     | 1852                 | Henri Lacretelle                  |                     | Propriétaire à Cormatin                                                                                     |
| 1852                                     | 1852 (non acceptant) | Henri Victor Ravier               | Opposition          | Médecin, maire de Bissy-sous-Uxelles                                                                        |
| 1852                                     | 1858                 | François-Marie Bonnardel          |                     | Maire de Bonnay                                                                                             |
| 1858                                     | 1867                 | Comte Gaspard Perrault de Jotemps |                     | Propriétaire, maire de Curtil-sous-Burnand                                                                  |
|                                          |                      |                                   |                     | |
| 1871                                     | 1885 (décès)         | Jean Janaud (1820-1885)           | Républicain         | Notaire à Cormatin                                                                                          |
| 1885                                     | 1907 (décès)         | M. Tisserand                      | Républicain radical | Maire de Curtil-sous-Burnand                                                                                |
| 1907                                     | 1919                 | Eugène Malicier                   | Radical             | Propriétaire à Cormatin                                                                                     |
| 1919                                     | 1931                 | M. Robin-Blondeau                 |                     | Propriétaire à Saint-Gengoux                                                                                |
| 1931                                     | 1936 (décès)         | Claude Grosjean (1866-1936)       | Radical             | Cultivateur, maire de Malay                                                                                 |
| 1936                                     | 1940                 | Antoine Petitjean (1882-1959)     | Rad.ind.            | Agriculteur-viticulteur exploitant, maire de Malay                                                          |
| 1940                                     |                      |                                   |                     | Les conseils d'arrondissement ont été suspendus par la loi du 12 octobre 1940 et n'ont jamais été réactivés |
| Les données manquantes sont à compléter. |                      |                                   |                     | |

## Composition
Le canton de Saint-Gengoux-le-National regroupait 19 communes et comptait 3 880 habitants (recensement de 1999 sans doubles comptes).
| Communes                  | Population (2012) | Code postal | Code Insee |
| ------------------------- | ----------------- | ----------- | ---------- |
| Ameugny                   | 156               | 71460       | 71007      |
| Bissy-sous-Uxelles        | 59                | 71460       | 71036      |
| Bonnay                    | 249               | 71460       | 71042      |
| Burnand                   | 122               | 71460       | 71067      |
| Burzy                     | 60                | 71460       | 71068      |
| Chapaize                  | 159               | 71460       | 71087      |
| Chissey-lès-Mâcon         | 226               | 71460       | 71130      |
| Cormatin                  | 452               | 71460       | 71145      |
| Cortevaix                 | 242               | 71460       | 71147      |
| Curtil-sous-Burnand       | 138               | 71460       | 71164      |
| Malay                     | 214               | 71460       | 71272      |
| Passy                     | 74                | 71220       | 71344      |
| Sailly                    | 70                | 71250       | 71381      |
| Saint-Gengoux-le-National | 1 049             | 71460       | 71417      |
| Saint-Huruge              | 50                | 71460       | 71427      |
| Saint-Ythaire             | 122               | 71460       | 71492      |
| Savigny-sur-Grosne        | 174               | 71460       | 71507      |
| Sigy-le-Châtel            | 103               | 71250       | 71521      |
| Taizé                     | 161               | 71250       | 71532      |

## Démographie
| 1962  | 1968  | 1975  | 1982  | 1990  | 1999  | 2007  |
| ----- | ----- | ----- | ----- | ----- | ----- | ----- |
| 4 053 | 4 358 | 4 070 | 4 025 | 3 765 | 3 880 | 4 056 |